# Forma Yang di 24 posizioni standard
La Forma 24 di Pechino del taijiquan è una forma semplificata composta da ventiquattro movimenti. 

## Storia
La forma 24 stile Yang è il risultato di un lavoro del Comitato per lo Sport della Repubblica Popolare Cinese il quale, nel 1956, riuní quattro maestri di taiji - Chu Guiting, Cai Longyun, Fu Zhongwen, e Zhang Yu - per creare una forma semplificata del taiji da insegnare alle masse come esercizio. I creatori troncarono le forme tradizionali del taiji delle varie famiglie in 24 movimenti; in questo modo la forma richiede quattro o cinque minuti per essere eseguita e fornisce ai principianti un'introduzione ai principi essenziali del taijiquan, pur conservando il sapore tradizionale delle forme di mano nuda più lunghe (in genere 88-108 movimenti). Da quel momento, la 24 fu ampiamente divulgata dalla Repubblica Popolare Cinese come forma di esercizio generale; per via della sua diffusione ufficiale, la 24 è oggi la forma che probabilmente conta il maggior numero di praticanti in Cina e nel mondo (anche se non sono state condotte indagini ufficiali).

## Movimenti
| 1. Inizio, preparazione (Qǐshì, 起势) 2. Dividere la criniera del cavallo selvaggio (Zuǒyòu yěmǎ fēnzōng, 左右野马分鬃), a sinistra e a destra 3. La gru bianca spiega le ali (Báihè liàngchì, 白鹤亮翅) 4. Spazzolare il ginocchio e torsione (Zuǒyòu Lōuxī Àobù, 左右搂膝拗步), a sinistra e a destra 5. Suonare il liuto (pipa) (Shǒuhūi Pípā, 手挥琵琶) 6. Indietreggiare e respingere la scimmia (Zuǒyòu dàojuǎn gōng, 左右倒卷肱), a sinistra e a destra 7. Afferrare la coda del passero (Zuǒ lǎn quèwěi, 左揽雀尾), a sinistra 1. Parare (Peng, 掤) 2. Deflettere (Lǚ, 捋) 3. Premere (Jǐ, 擠) 4. Respingere (Àn, 按) 8. Afferrare la coda del passero (Yòu lǎn quèwěi, 右揽雀尾), a destra 9. Frusta semplice (Dān biān, 单鞭) 10. Mani come nuvole (Yún shǒu, 云手) 11. Frusta semplice (Dān biān, 单鞭) 12. Accarezzare la testa del cavallo selvaggio (Gāo tànmǎ, 高探马) 13. Calcio di tallone destro (Yòu dēngjiǎo, 右蹬脚) 14. Doppio pugno alle orecchie (Shuāngfēng guàněr, 双峰贯耳) 15. Ruotare il corpo e calcio di tallone sinistro (Zhuǎnshēn zuǒ dēngjiǎo, 转身左蹬脚) 16. Passo accucciato sinistro e alzarsi su una gamba (Zuǒxià shì dúlì, 左下势独立) 1. Il serpente striscia 2. Il gallo d'oro si alza su una zampa 17. Passo accucciato destro e alzarsi su una gamba (Yòuxià shì dúlì, 右下势独立) 18. La dama di giada tesse al telaio e lancia la spola (Yòuzuǒ yùnǚ chuānsuō, 右左玉女穿梭), a destra e a sinistra 19. Ago in fondo al mare (Hǎidǐ zhēn, 海底针) 20. Il lampo attraversa la schiena (Shǎn tōng bì, 闪通臂) 21. Ruotare il corpo, deflettere, parare e colpire con il pugno (Zhuǎnshēn bān lán chuí, 转身搬拦捶) 22. Chiusura apparente (Rúfēng shìbì, 如封似闭) 23. Incrociare le mani (Shízì shǒu, 十字手) 24. Chiusura (Shōu shì, 收势) |